# Nittedal
Nittedal est une kommune de Norvège. Elle est située dans le comté d'Akershus.

## Zones protégées
- Nittedal est un bon point de départ vers Lillomarka, si vous souhaitez faire une magnifique promenade en forêt.
- Nittedal appartient au Rift d'Oslo. Particulièrement célèbre est la caldeira de Nittedal, vestige de l'activité volcanique de la fin du Permien.
- Réserve naturelle de Rundkollen[2].

## Jumelages
La commune de Nittedal est jumelée avec :
- Håbo (Suède) ;
- Ingå (Finlande) ;
- Fredensborg (Danemark).